# Lille
Lille ou Lila (ou Rijsel na língua flamenga) DmTE é uma cidade no norte da França, préfecture do departamento francês do Norte e capital da região francesa Altos da França. Com 226 815 habitantes, Lille é a décima comuna mais populosa do país. No entanto, a aglomeração urbana (conceito importante quando se avalia o tamanho de uma cidade na França, que possui um número muito alto de comunas) de Lille possui 1 037 939 habitantes, tornando-a a quarta mais populosa da França atrás de Paris, Lyon e Marselha. Lille se situa perto da fronteira com a Bélgica e do Canal da Mancha. Apelidada de “Capital das Flandres”, a cidade é conhecida pela Braderie de Lille, o maior mercado de pulgas da Europa, que ocorre a cada ano durante o primeiro fim de semana de setembro e recebe aproximadamente dois milhões de visitantes.

## Toponímia
O nome da cidade vem de sua localização: uma ilha no Deûle onde a cidade foi fundada. É assim sucessivamente atestada nas formas latinizadas Isla na carta de 1066, Insula em 1104, Castro Insulano em 1177 e, finalmente, francês Lysle em 1259. A forma de 1259 mostra uma adição precoce do artigo definido e sua aglutinação. Em francês, o termo isle é atestado desde o século XII e vem do galo-romano ISULA, derivado do latim i[n]sula' "ilha, ilhota de casas".

## História

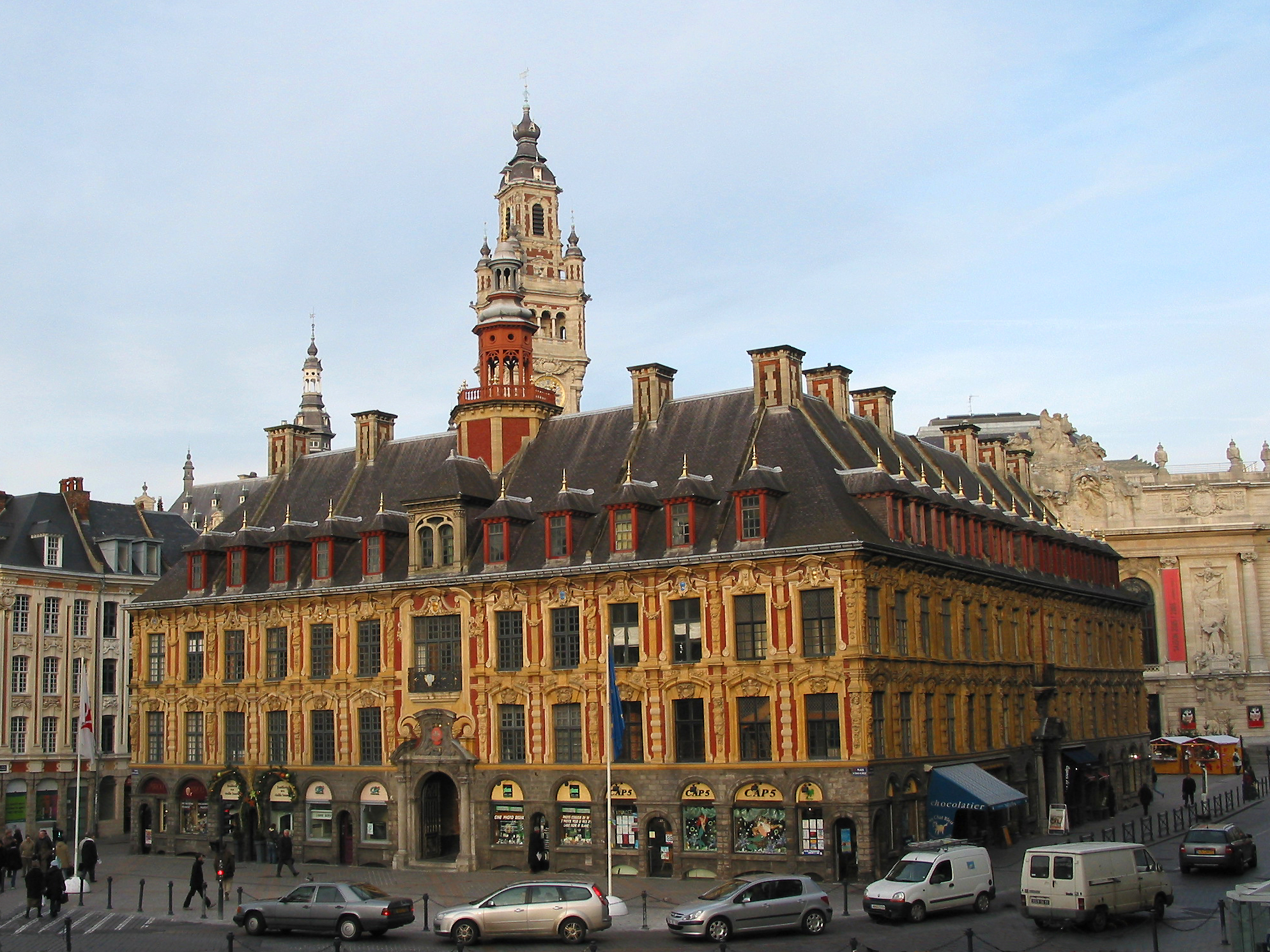
Fachada da Bolsa Velha (1652-1653)

Capital da Flandres francesa, Lille foi fundada em 640 por Liderico.
O condado de Flandres, dos quais Lille se tornou uma das capitais com Gante, Bruges e Saint-Omer, é constituído progressivamente a partir de 866 por Balduíno I da Flandres.
Em 1066, quando o conde Balduíno V de Flandres estabeleceu a grande carta patente de dotação da colegial Saint-Pierre, Lille já era uma pequena cidade com muros, contígua a seu castelo, o château de la Motte-Madame, e que começa a se desenvolver em torno do faubourg comerciante da paróquia Saint Étienne, localizado ao sul do castrum. Ao leste, a cidade de Fins possui, também, uma Igreja, a Igreja Saint-Maurice. Será construído em Lille no século seguinte.
A cidade se desenvolve graças a sua localização privilegiada de travessia do Deule, ao trigo que se colhe em abundância ao redor e às suas relações com outras cidades do próspero Condado de Flandres. Uma feira de tecidos é então fundada no século XII.
Em 1127 e 1128, Lille teve seus primeiros cercos pelos exércitos do rei da França, Luís VI da França, durante confrontos entre Guilherme Clito, filho do duque da Normandia e Thierry da Alsácia, conde da Alsácia pela sucessão do Condado de Flandres.
Em junho de 1213, foi Filipe Augusto que sitiou Lille e conquistou a cidade em três dias. Ela foi tomada por Fernando de Portugal em setembro do mesmo ano, depois por Filipe Augusto que incendiou a cidade, antes de ganhar no ano seguinte, a Batalha de Bouvines.
A partir de 1214, Joana, condessa de Flandres, condessa de Flandres e de Hainaut, se empregou para reconstruir cidade e suas fortificações. Ela fundou inclusive o Hospital Saint-Sauveur e o Hospice Comtesse.
Lille se reuniu uma vez no domínio real em 1304. Entre 1297 e 1304, Lille teve três cercos, pelos exércitos de Filipe o Belo primeiro, durante confrontos que o opuseram ele a Guy de Dampierre, por João I de Namur, em seguida, durante os eventos que seguiram as matinas de Bruges e à batalha de Courtrai (1302), depois novamente por Filipe o Belo após a batalha de Mons-en-Pévèle.
Em 1369, Lille é cedida pelo rei Carlos V da França com Douai e Orchies, a Filipe II da Borgonha quando ele se casou com a filha de Luís II da Flandres, Margarida III. Abriu-se então um período de prosperidade durante o qual Lille tornou-se uma das três capitais das possessões do Duque da Borgonha com Dijon e Bruxelas. Ela também se tornou um importante polo administrativo e abrigou o Tribunal de Contas do Estado borgonhês em 1385. O primeiro capítulo da Ordem do Tosão de Ouro é constituído em Lille em 1431.
Em 1477, com a morte de Carlos o Temerário, Maria de Borgonha esposa Maximiliano I, Sacro Imperador Romano e leva a cidade para os Habsburgo. Lille juntou-se assim ao Santo Império Romano e partilhou o destino dos Países Baixos por mais de 150 anos.
Em 1581, as sete províncias, na maioria protestantes, localizadas ao norte dos Países Baixos, fizeram secessão e constituíram as Províncias Unidas pela Ata de Haia. As dez províncias católicas ou Países Baixos do Sul, onde Lille foi uma das capitais, permaneceram sob o controle da coroa da Espanha.
Apesar de uma prosperidade recém-descoberta, a primeira metade do século XVII é marcado pelo retorno da peste, várias vezes entre 1603 e 1636, e das crises de subsistência. Em seguida, pelo retorno da guerra. Em 1635, a Guerra Franco-Espanhola estourou e os faubourgs de Lille foram devastados pelo exército francês em 1645. Ela terminou em 1659 pelo Tratado dos Pirenéus que deu ao Artois à França enquanto que Lille permaneceu com a Espanha.

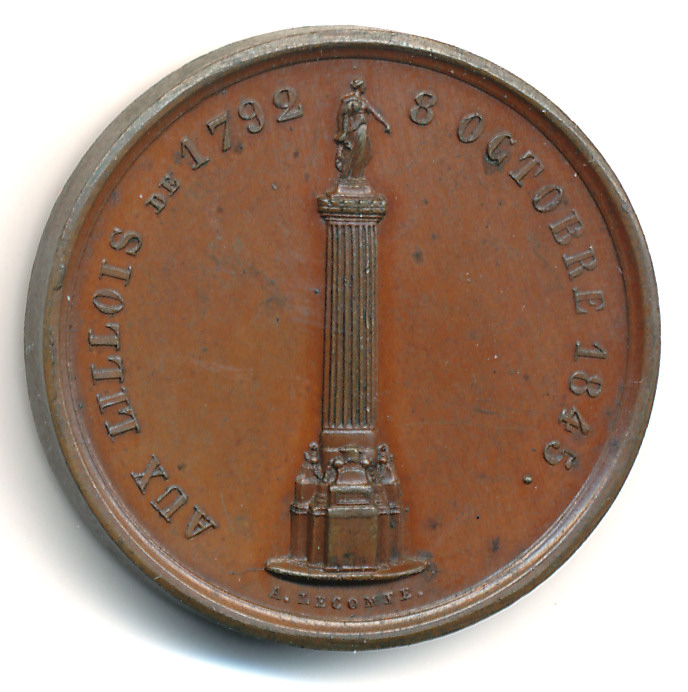
Medalha em bronze (26 mm), assinada A. Lecomte, editada por ocasião da ereção da Coluna da Deusa

O rei Felipe IV de Espanha morto em 1665 e Luís XIV reclamou a Flandres em nome de sua esposa, a infanta Maria Teresa da Espanha. Em 1667, em oito dias (19–27 de agosto), Lille foi tomada pelos exércitos franceses liderados por Sébastien Le Prestre de Vauban, simultaneamente com Douai. Sua ligação com o Reino da França é oficializado em 2 de maio de 1668, pelo Tratado de Aquisgrão. No mesmo ano, Vauban começa a fortificar a cidade e é nomeado governador da cidadela. Em 1672, Charles de Batz de Castelmore d'Artagnan foi brevemente governador da cidade.
Em 1708, a cidadela capitula a John Churchill Duque de Marlborough depois de mais de três meses de combates na Guerra da Sucessão Espanhola após a batalha de Oudenaarde e a derrota francesa de Wattignies. A cidade permaneceu nas mãos da coalizão europeia até o Tratado de Utrecht de 1713.
Em 1789, Lille permaneceu profundamente católica não conhecendo a verdadeira revolução popular, apesar das revoltas estourando em outros lugares. Em 1790, ocorre a instalação da primeira câmara municipal eleita.
Em 1792, a Revolução Francesa empurra os austríacos, enquanto presentes nas Províncias Unidas, a cercar Lille em 20 de abril. A cidade foi severamente bombardeada em setembro do mesmo ano por 30 000 balas e 6 000 bombas incendiárias, mas a resistência dos Lillois e a pressão dos Exércitos Revolucionários conduzidos pelo Marechal de campo Ruault conduziu Alberto de Saxe-Teschen para levantar o cerco em 8 de outubro. Em 8 de outubro de 1845, será erigida a Coluna da Deusa comemorando este evento.
Durante a Primeira Guerra Mundial, a cidade foi ocupada pelos alemães, de Outubro de 1914 a Outubro de 1918. A 31 de Dezembro de 1920 a Cidade de Lille foi feita Dama da Ordem Militar da Torre e Espada, do Valor, Lealdade e Mérito de Portugal. Depois da Segunda Guerra Mundial, foi reconstruída e reforçou-se como grande pólo industrial, sobretudo nos têxteis.
Na década de 1990 a cidade modernizou-se (construção do Euralille, TGV Nord, etc.) e aproveitou a sua posição geográfica para tentar impor-se no comércio com a Grã-Bretanha e o Benelux.

## Demografia
Lille é a maior cidade da região dos Altos da França. Possui um tamanho médio comparada com outras cidades francesas, mas a sua região metropolitana faz dela uma das zonas mais populosas da França, que se estende até à Bélgica. A aglomeração em que Lille faz parte é a quarta maior aglomeração francesa por sua população, atrás de Paris, Lyon e Marselha respectivamente.
- Densidade Populacional: 6 103 hab./km²
- Université Lille Nord de France: 110 000 estudantes

## Clima
| Valores médios                                            |                                                             |
| Temperatura de Inverno                                    | 1° a 6 °C                                                   |
| Temperatura de Verão                                      | 10 °C a 22 °C com menos de 4 dias quentes com mais de 30 °C |
| Novembro a maio                                           | 60 dias com geadas matinais                                 |
| Precipitações anuais                                      | 680 mm                                                      |
| Horas anuais com sol                                      | 1600 horas                                                  |
| Vento                                                     | 60 dias a mais de 16 m/s                                    |
| Dados retirados da estação meteorológica de Paris-Lesquin |                                                             |

| Recordes climatológicos de Lille |                                         |
| Dia mais quente                  | 25 de Julho de 2019: 41,5 °C            |
| Dia mais frio                    | 14 de Janeiro de 1982: -19,5 °C         |
| Mês mais chuvoso                 | Abril de 2001: 112,6 mm de precipitação |

## Transportes

### Metro e transportes urbanos

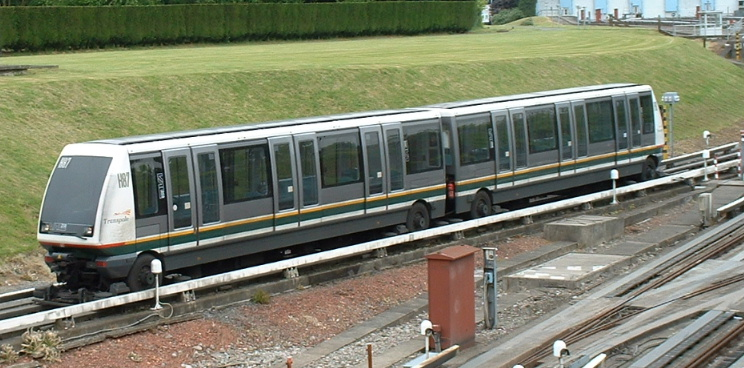
O metro de Lille

A aglomeração de Lille conta com uma linha de transporte densa. Duas linhas de metrô (VAL), constituem o sistema de metro automático mais longo do mundo (45 km), e servem até à fronteira belga. Duas linhas de tramway (22 km) permitem igualmente percorrer a sua região metropolitana até às cidades de Roubaix e Tourcoing. Um vasto sistema de ônibus completa o transporte urbano na métropole. A prefeitura de Lille decidiu em 2005 criar linhas de ônibus de alta velocidade, os "Citadines". Esses ônibus têm os seus próprios corredores, permitindo assegurar horários para os passageiros.

### Transporte aéreo
O Aeroporto de Lille Lesquin é acessível em 15 minutos a partir do centro da cidade. É o 12º aeroporto francês em número de passageiros (aprox. 970 000 passageiros em 2001, aprox. 873 000 passageiros em 2003 e aprox. 848 000 passageiros em 2004) e o terceiro maior aeroporto francês de carga, perto de 55.000 toneladas.
O sistema ferroviário e rodoviário permitem o acesso dos outros grandes aeroportos internacionais situados em Paris, Londres, Bruxelas e Amsterdã.

### Sistema ferroviário

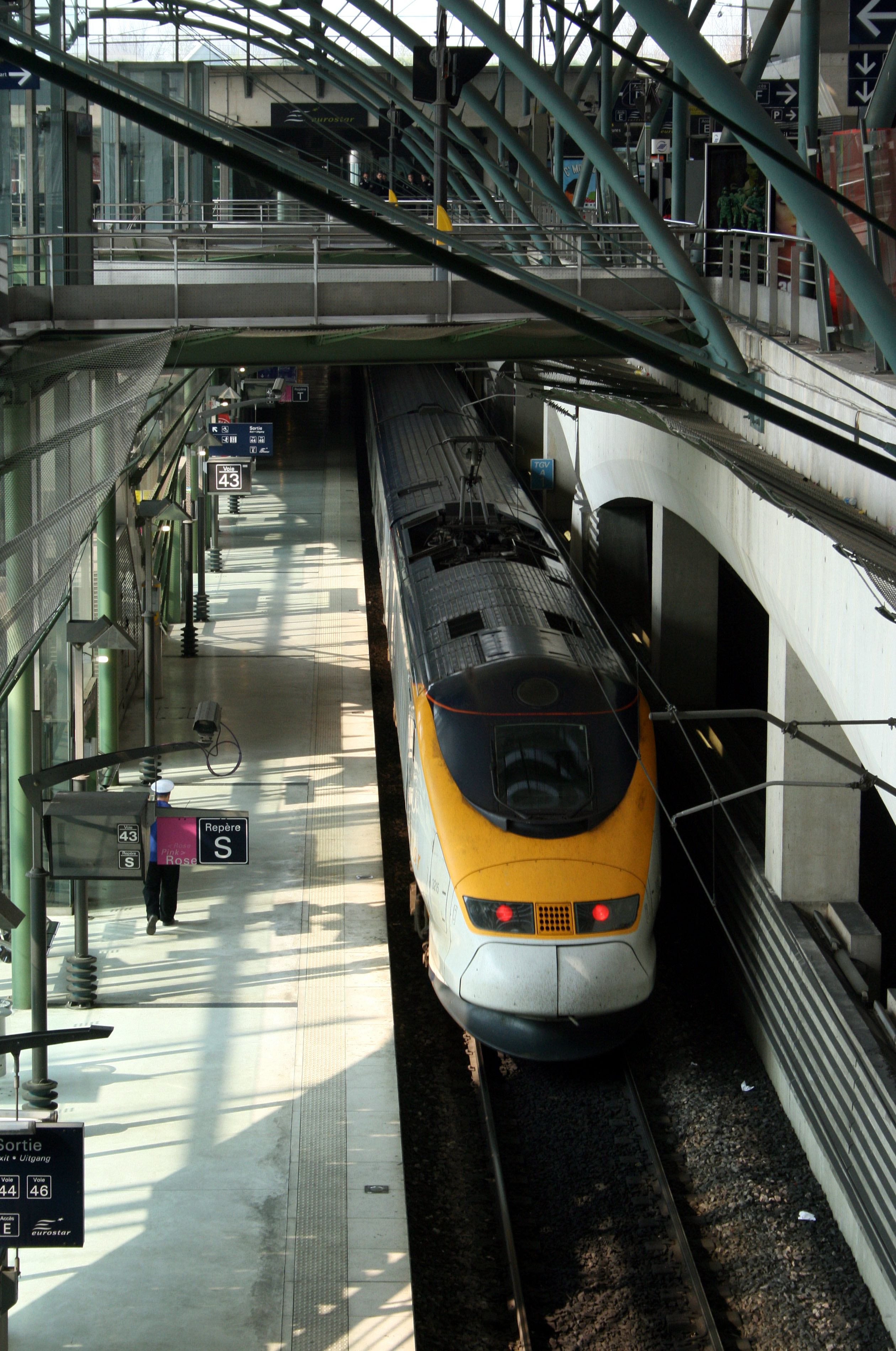
O Eurostar na Estação de trem Lille-Europe

Lille possui duas grandes estações de trem: Lille-Flandres, dedicada ao tráfico regional, a Paris e Bélgica, e a Lille-Europe, dedicada a outras ligações nacionais e internacionais.
- Lille está a 58 minutos de Paris em 2004, o tráfego TGV representa mais de 6 milhões de passageiros.
- Lille está a 38 minutos de Bruxelas por Thalys
- Lille está a 1h34min de Londres por Eurostar

## Política

### Cidades-irmãs
As cidades-irmãs de Lille são:
- Colônia, Alemanha
- Erfurt, Alemanha
- Esch-sur-Alzette, Luxemburgo
- Haifa, Israel
- Courtrai, Bélgica
- Kharkiv, Ucrânia
- Leeds, Reino Unido
- Liège, Bélgica
- Nablus, Palestina
- Ujda, Marrocos
- Roterdão, Holanda
- Saint-Louis, Senegal
- Tremecém, Argélia
- Tournai, Bélgica
- Turim, Itália
- Valladolid, Espanha
- Wrocław, Polônia
- Buffalo, Nova York, Estados Unidos

## Turismo

### Monumentos

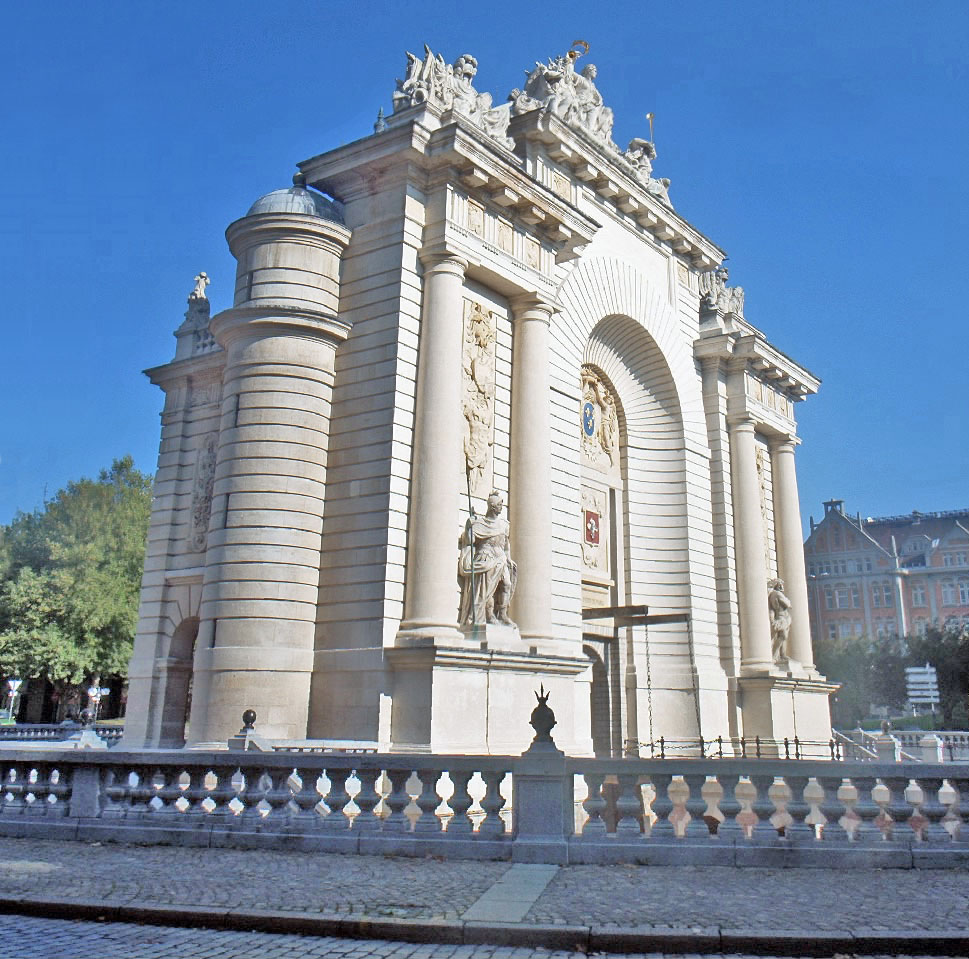
Porte de Paris

Lille é uma das cidades mais visadas para o turismo no Norte de França. Na cidade podemos encontrar vários monumentos interessantes:
- Catedral de Lille: templo neogótico, cuja construção começou em 1854 e terminou em 1999, quase 150 anos mais tarde. A catedral abriga desde 2008 o Grande Órgão do estúdio 104 da Maison de la Radio, um dos maiores órgãos da França.
- Porta de Paris: monumento construído em homenagem ao rei Luís XIV de França.
- Monumentos aos combatentes das duas guerras mundiais estão espalhados pela cidade; a cidade guarda uma má lembrança das guerras e algumas grandes batalhas tiveram lugar na cidade ou perto.
- Estação de Lille-Flandres: possui a fachada antiga da Estação do Norte em Paris, e no Natal fica bem enfeitada.
- Cidadela de Lille: um grande parque que serviu como quartel general na época da guerra para os militares, possui uma grande área florestal e o Rio Vauban.
- Parque Jean Lebas: um parque que se encontra ao centro da cidade.
- Beffroi: um monumento que fica na Mairie de Lille, a prefeitura da cidade, possui 104 m, tem a forma do Big Ben em Londres, com um relógio em cima.
- Palácio das Belas Artes (Palais des beaux-arts): um enorme palácio, que hoje serve como museu.

### Festas
Lille possui duas grandes festas durante o ano:
- A Braderie, um final de semana em que é permitido, em certas ruas, a venda de objetos usados por pessoas físicas que desejam se livrar de objetos não usados como roupas, brinquedos, livros ou móveis. O evento envolve também comércios e restaurantes, que oferecem o tradicional "moules frites" (batata frita com mexilhão) e jogam na calçada as cascas de mexilhão e o restaurante que fizer o maior monte ganha. A braderie também é ocasião para shows gratuitos e é a mais esperada no ano pelos lillois, os habitantes de Lille.
- O Natal em Lille conhecido com o mais bem decorado da França, com isso a cidade atrai bastantes turistas nessa parte do ano.

## Desporto
O LOSC, Lille Olympique Sporting Club representa a cidade na Ligue 1, primeira divisão do futebol francês. Já revelou grandes jogadores e hoje possui grande torcida. O time costuma ficar na metade superior da tabela. Já participou da Liga dos Campeões da Europa, perdendo para o Manchester United na 2ª fase.
O LOSC joga temporariamente no Stadium du Nord, mais conhecido como Stadium Lille-Metropole. É um estádio para 18.000 pessoas, localizado na cidade vizinha de Villeneuve d'Ascq. O antigo estádio da cidade, Grimonprez Jooris, será demolido e eles pretendem construir uma arena multiuso para 50.000 espectadores.

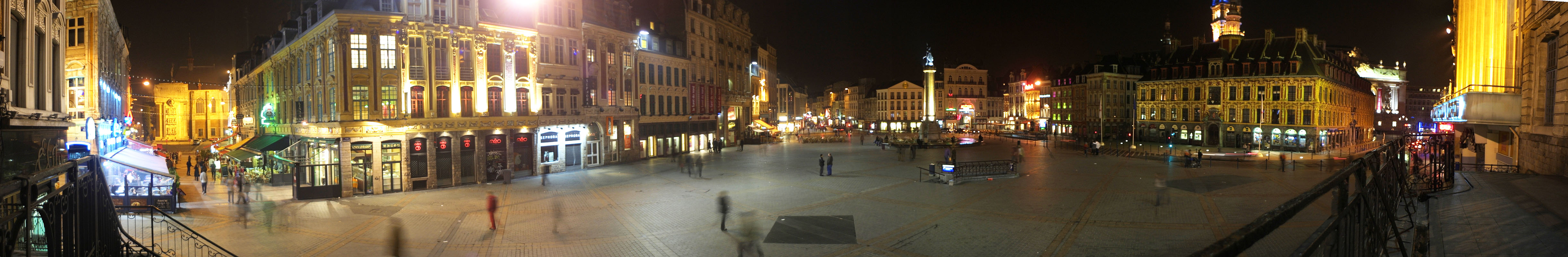
Panorama de Lille.

## Educação
- Université Lille Nord de France
- E-Artsup
- École Centrale de Lille
- EDHEC Business School
- ESME Sudria
- European Institute of Technology
- Institut catholique d'arts et métiers
- IÉSEG School of Management
- Instituto superior europeu de gestão grupo
- Institut Supérieur Européen de Formation par l'Action
- SKEMA Business School